# Take Me Dancing! The Latin Rhythms of Astor Piazola
Take Me Dancing! The Latin Rhythms of Astor Piazola (con Piazzolla escrito como «Piazola»), es un álbum de estudio por el bandoneonista de tango argentino Astor Piazzolla y su Quinteto neoyorquino llamado Yei-Te, fue grabado en Estados Unidos en 1958 y editado en 1959 por el sello Tico. Fue el primer álbum de Piazzolla editado en sonido estereofónico, el primero grabado fuera de Argentina y el primero con una formación del tipo quinteto.
Piazzolla, quién había quedado conforme con las grabaciones en un primer momento, se arrepentiría de haber editado el álbum poco tiempo después. Con el tiempo, estas grabaciones tomaron el estatus de «álbum maldito» dentro de su discografía. Un segundo álbum con más grabaciones de carácter similar llegó a ser grabado e iba a editarse después de éste, pero no se lanzó. Recién en 1994, un sello japonés rescató las cintas del álbum inédito y lo publicó en Japón titulado como Evening in Buenos Aires.

## Antecedentes
Louis Armstrong había grabado «El choclo» de Ángel Villoldo, pero cambiando el nombre a «Kiss of Fire», también había registrado una versión de «Adiós Muchachos» de Julio César Sanders, que bautizó como «I Get Ideas». Ese tipos de cruces entre el jazz y el tango estaban de moda a inicios de los años 1950. Piazzolla, tras su regreso a Estados Unidos, tuvo la oportunidad de hacer un experimento similar, versionando con su bandoneón y ritmo de 3+3+2 algunos temas clásicos del jazz como «Sophisticated Lady», de Duke Ellington, o «Lullaby of Birdland» de George Shearing.

## Historia
Astor Piazzolla había pensado que su Octeto Buenos Aires estremecería un circuito sofisticado como el de Buenos Aires, pero para 1958 sus expectativas se frustraron, y decidió contactarse con George Greeley, una persona que trabajaba en Metro-Goldwyn-Mayer, a quien Piazzolla conoció cuando vino a Buenos Aires con The Platters tres años antes. Sin embargo, las cosas no funcionaron como el músico pensó: «se me cayeron las medias, no tenía trabajo de músico de películas». Su estadía en Nueva York le serviría para armar otro conjunto musical, que fue crucial para la formación del Quinteto porteño que poco después armaría en Buenos Aires. Así, después de disolver el Octeto y antes de armar su Quinteto en Buenos Aires, existió este Quinteto previo que funcionó como eslabón y que no se le otorgó mucha importancia, a partir de este periodo, Piazzolla no volvería a componer para orquestas de tango, ni considerarlas como una posible fuente laboral. Su experiencia neoyorquina de 1959 y ese primer Quinteto llevarían a un aprendizaje, que terminó fraguando en una de las invenciones de mayor éxito de Piazzolla. Así se conformó el Quinteto Yei-Te (JT de jazz y tango), el cual incluía percusión latina. De este periodo se editó el álbum Take Me Dancing! en 1959, el primero como quinteto. Piazzolla estuvo conforme con el álbum en su momento, aunque tiempo después se arrepentiría de haberlo grabado, tomando estatus de «álbum maldito». Las grabaciones fueron recomendadas al olvido por el propio Piazzola: «vendí mi alma al diablo... fue un pecado capital», diría el músico. El fracaso no fue tanto musical como comercial, Piazzolla en una entrevista con Clarín había dicho que la idea de unir jazz y tango era para que le «permitiera al público norteamericano gustar de nuestra música», el problema era que el grupo sonaba fundamentalmente al estilo jazzístico, y ya en Nueva York había grandes grupos de ese estilo, por ello el Quinteto no tuvo el éxito esperado.
Se pueden enumerar varias diferencias entre los Quintetos neoyorquino y porteño, empezando por las tímbricas, el primero incluía además del bandoneón de Piazzolla, guitarra eléctrica (que fue ejecutada por Al Caiola y Tito Puente), piano (Carlos Rauch) y contrabajo (Chet Amsterdam o George Duvivier), a quienes se agregaba la percusión de Willie Rodríguez o Johnny Pacheco, cabe destacar que la percusión no formaba parte estructural del grupo, ya que entrando en rigor, se trataría de un sexteto. En el Quinteto de Buenos Aires en 1960 incorporaba violín en lugar de vibráfono, y no incluía percusión. En la base de milonga contra la que se recorta la sintética melodía del piano en «Oscar Peterson», o la rítmica de «Dedita» tan netamente piazzollana con su melodía inicial marcando 3+3+2, es decir, que del Quinteto neoyorquino aparecen rasgos estilísticos de la que será el Quinteto porteño, de hecho en la introducción agregada a «Contratiempo» aparece el mismo tema que se convertirá más adelante en el sujeto del fugato de «Fuga y Misterio». Una diferencia marcada entre ambos conjuntos fue el papel de Piazzola como instrumentista, en las sesiones de Nueva York el músico hizo algo que no volvió a repetir, improvisar de forma jazzística, es decir sobre las notas de cada acorde.
El sello Tico tenía suficiente material para editar un segundo álbum, pero ello no llegó a concretarse. Recién en 1994 se editó en Japón el álbum inédito, llamado Evening in Buenos Aires. Tanto Take Me Dancing! The Latin Rhythms of Astor Piazola como Evening in Buenos Aires son álbumes difíciles de conseguir dentro de la discografía de Astor Piazzolla.

## Lanzamiento y reediciones
El historial de ediciones de Take Me Dancing! The Latin Rhythms of Astor Piazola es muy pobre, siendo un álbum difícil de conseguir dentro del canon discográfico de Astor Piazzolla. Se editó originalmente en Estados Unidos en 1959 tanto en sonido monofónico como estereofónico, y su primera reedición llegó recién en 1994 en Japón, en coincidencia con la edición del álbum inédito Evening in Buenos Aires del mismo periodo. En Argentina se editó en 1997 por el sello Sum Records con el título Llévame bailando. En 1959 se editó el sencillo «Lullaby of Birdland» con «La Coquette» por Tico Records.

## Crítica
La revista Billboard en su momento había dicho del álbum: «al final del disco todas las selecciones suenan igual».

## Lista de canciones
| Lado A |                  |                                         |          |  |
| N.º    | Título           | Escritor(es)                            | Duración |  |
| 1.     | «Laura»          | David Raksin, Johnny Mercer             |          |  |
| 2.     | «Triunfal»       | Astor Piazzolla                         |          |  |
| 3.     | «Oscar Peterson» | Piazzolla                               |          |  |
| 4.     | «April in Paris» | Vernon Duke, Yip Harburg, Emelia Renaud |          |  |
| 5.     | «Boricua»        | Piazzolla                               |          |  |
| 6.     | «Show Off»       | Piazzolla                               |          |  |

| Lado B |                       |                                               |          |  |
| N.º    | Título                | Escritor(es)                                  | Duración |  |
| 1.     | «Lullaby of Birdland» | George Shearing                               |          |  |
| 2.     | «Plus Ultra»          | Piazzolla                                     |          |  |
| 3.     | «Dedita»              | Piazzolla                                     |          |  |
| 4.     | «Sophisticated Lady»  | Duke Ellington, Irving Mills, Mitchell Parish |          |  |
| 5.     | «Counterpoint»        | Piazzolla                                     |          |  |
| 6.     | «Something Strange»   | Piazzolla                                     |          |  |

## Créditos
- Astor Piazzolla - bandoneon
- Chet Amsterdam - contrabajo
- Willie Rodriguez - batería
- Al Caiola - guitarra
- Johnny Pacheco - percusión
- Willie Rodriguez - percusión
- Carlos Rausch - piano